# Syzygium ubogoensis
Syzygium ubogoensis är en myrtenväxtart som beskrevs av W.N.Takeuchi. Syzygium ubogoensis ingår i släktet Syzygium och familjen myrtenväxter.
Artens utbredningsområde är Papua Nya Guinea. Inga underarter finns listade i Catalogue of Life.